# Оторей
Оторе́й (фр. Autoreille) — коммуна во Франции, находится в регионе Франш-Конте. Департамент — Верхняя Сона. Входит в состав кантона Жи. Округ коммуны — Везуль.
Код INSEE коммуны — 70039.

## География
Коммуна расположена приблизительно в 310 км к юго-востоку от Парижа, в 22 км северо-западнее Безансона, в 39 км к юго-западу от Везуля.

## Население
Население коммуны на 2010 год составляло 297 человек.
| 1962 | 1968 | 1975 | 1982 | 1990 | 1999 | 2010 |
| ---- | ---- | ---- | ---- | ---- | ---- | ---- |
| 129  | 131  | 122  | 169  | 250  | 269  | 297  |

## Экономика
В 2010 году среди 201 человека трудоспособного возраста (15—64 лет) 157 были экономически активными, 44 — неактивными (показатель активности — 78,1 %, в 1999 году было 65,6 %). Из 157 активных жителей работали 140 человек (72 мужчины и 68 женщин), безработными было 17 (7 мужчин и 10 женщин). Среди 44 неактивных 13 человек были учениками или студентами, 16 — пенсионерами, 15 были неактивными по другим причинам.